# Dowile
Dowile lub Dawile (lit. Dovilai) – miasteczko na Litwie, położone w okręgu kłajpedzkim i w rejonie kłajpedzkim. Liczy 1 100 mieszkańców (2001).